# FC Norma Tallinn
Maillots
Le FC Norma Tallinn est un ancien club de football estonien créé en 1959 et dissous en 1997.
Le club a remporté les deux premiers titres de champion d'Estonie de l'histoire, ainsi qu'une Coupe d'Estonie.

## Histoire
Fondé en 1959, le FC Norma Tallinn était l'un des plus grands clubs de football en République socialiste soviétique d'Estonie (RSSE). Le club a participé à 32 reprises au championnat de RSSE (ce qui est un record), remportant le titre à cinq occasions, et décrochant six fois la Coupe de RSSE.
Après l'indépendance de l'Estonie en 1991, le club rejoint la Meistriliiga et remporte les deux premiers titres de champion d'Estonie.
En 1994, le Norma Tallinn termine leader ex æquo avec le FC Flora Tallinn et selon le règlement, doit jouer un match de barrage, mais, pour protester contre la disqualification du Tevalte Tallinn pour soupçons de corruption, le club décide d'aligner son équipe de jeunes. Flora remporte le match 5 buts à 2.
La saison suivante, le club est relégué en deuxième puis en troisième division avant d'être dissous en 1997.

## Bilan européen

### Palmarès
- Championnat d'Estonie: (2)
  - Vainqueur : 1992, 1993
  - Vice-champion : 1994

- Coupe d'Estonie: (1)
  - Vainqueur : 1994
  - Finaliste : 1993

- Championnat de RSSE: (5)
  - Champion : 1964, 1967, 1970, 1979, 1988

- Coupe de RSSE: (6)
  - Vainqueur : 1962, 1965, 1971, 1973, 1974, 1989

### Bilan européen
Note : dans les résultats ci-dessous, le score du club est toujours donné en premier
| Saison    | Compétition         | Tour              | Club               | Domicile | Extérieur | Total  |
| --------- | ------------------- | ----------------- | ------------------ | -------- | --------- | ------ |
| 1992-1993 | Ligue des champions | Tour préliminaire | Olimpija Ljubljana | 0 - 2    | 0 - 3     | 0 - 5  |
| 1993-1994 | Ligue des champions | Tour préliminaire | HJK Helsinki       | 0 - 1    | 1 - 1     | 1 - 2  |
| 1994-1995 | Coupe des coupes    | Tour préliminaire | NK Maribor         | 1 - 4    | 0 - 10    | 1 - 14 |